# Середньовічна Сербія
Середньовічна Сербія — термін, який використовують для виділення періоду історії Сербії з VII до XV століття.

## Заселення сербами Балкан. Перші сербські державні утворення

З середини VI ст. рух слов'ян від Карпат Дунаю на територію Балканського півострова набув регулярного характеру.
Переселення сербів на Балкани дехто з дослідників пов'язує з подіями, що сталися в добу правління імператора Іраклія (610–641), якому довелося розв'язувати питання захисту своїх західних кордонів від аварів. Він звернувся по допомогу до слов'янських племен, які на той час постійно жили в Карпатах.
З 636 року на Балканах з'являються серби, що покинули свої прабатьківщину в Білій Сербії.
Рух сербів спрямовувався до Македонії, де вони отримали від імператора дозвіл на постійне проживання. Перемігши аварів, у 638 році серби заселили землі сучасних Сербії, Боснії, Герцеговини та Південної Далмації.
Наприкінці IX століття серби прийняли християнство. Початковий етап християнізації сербів належить до вкрай слабо висвітлених моментів сербської історії. Найімовірніше нову релігію сербам проповідували учні Мефодія та священники Сплітського архієпископства, які розмовляли латиною.
Історія сербської державності наступної доби — з кінця IX до кінця XI ст. — характеризувалася загостренням боротьби за одноосібну владу в державі між представниками правлячої династії. Деяке посилення сербської держави, розширення її кордонів відбулося в середині X століття.
З 20-30-х років XI століття сербські державні утворення — Рашка, Захум'є, Дукля — після недовгого періоду залежності від Болгарії потрапили у васальну залежність від Візантії. Така ситуація зберігалася протягом усього XI ст., незважаючи на неодноразові, інколи успішні, виступи сербів проти загарбників.

## Держава Неманичів

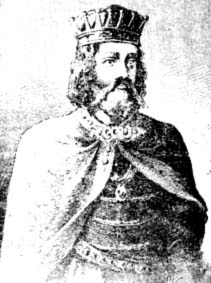
Стефан Неманя

У 1165 році великим жупаном став Стефан Неманя, який відіграв надзвичайно важливу й неординарну роль як у галузі державотворення, так і в царині дальшого розвитку зміцнення православ'я.
Очоливши центральну сербську область, Неманя, як і всі його попередники, поставив собі два основні завдання: позбутися залежності від Візантії і поширити свою владу на інші сербські терени, об'єднавши їх у межах однієї держави.
1183 р. — приєднано Дуклю (Зету) з приморськими містами Скадар, Ульцинь, Бар, Котор та ін., Метохію, Косово, Скоп'є, землі у верхній течії річки Вардар та між Західною Великою Моравою, а також Ніш, Вранє, Дубочицю тощо.
Завдяки успішній діяльності Стефан Немані Сербія наприкінці XII ст. перетворилася на важливий чинник політичного життя на Балканському півострові. Стефан Неманя увійшов в історію свого народу не тільки як збирач утрачених земель своєї батьківщини і обновник, а й як засновник династії Неманичів, що правила Сербією понад 200 років.
1195 року Стефан Неманя добровільно зрікся престолу на користь свого середнього сина Стефана, прийняв постриг і у 1200 році помер у щойно заснованому сербському монастирі Хіландар на Афоні.
1217 року Стефан Неманич одержав від папи Римського Іннокентія ІІІ корону, здобувши право називатися не великим жупаном, а королем Сербії.
1219 року — сербська православна церква здобула автокефалію.

## Царство Душана

Сербія при Стефані Душані у сер. XIV ст.

Сербія наприкінці ХІІІ на початку XIV ст. здобула чимало великих успіхів, перетворившись на найпотужнішу силу на Балканському півострові.
Під час правління Стефана Душана середньовічна Сербія сягнула вершин свого розвитку. Територія Сербської держави збільшилася майже вдвоє;
За часів царя Душана серби зберігали свій традиційний соціально-економічний устрій, основу якого становили дві інституції — громада й задруга.
Протягом XII–XIV ст. у сербів триває процес становлення феодальних відносин. У середині XIV ст. ці відносини остаточно закріпив юридичний документ під назвою «Законник» Стефана Душана — перший звід правил і норм суспільного життя у південних слов'ян і один з перших подібних зводів у Європі.
Після смерті Душана у грудні 1355 р. сербський трон посів його син Урош V.

## Початок Османської ексансії. Розпад Сербського царства
У 1371 році відбулася битва на річці Мариці між сербами, яких очолювали Вукашин й Углєша Мрнявичі, і османами. В цій битві серби зазнали нищівної поразки, а обидва державці загинули. Сербія перетворилися на друго- чи навіть третьорядну країну без жодних шансів не тільки на перемогу, а й на серйозний опір.
Сербське царство остаточно розпалося на окремі частини.
Протягом 1372–1374 рр. турки підкорили майже всю Македонію до річки Вардар. Центр сербської державності змістився на північ, в область, якою правив князь Лазар Хребелянович.
На землі Лазаря турки вперше напали 1381 р., коли сербське військо під проводом воєвод Црепа і Вітомира завдало поразки османам у битві на Дубравниці поблизу міста Парачин.

Вирішальна битва сталася 15 червня 1389 року на Косовому полі. Майже 30-тисячному турецькому війську, очолюваному султаном Мурадом і двома його синами, Баязидом та Якубом, протистояло не менш потужне сербське під проводом князя Лазаря. 
Сербія не зникла як самостійна держава унаслідок битви на Косовому полі, але ця трагічна подія повернула історичний розвиток сербської державності в зовсім інший бік, аніж той, в якому вона рухалася протягом першої половини XIV ст.